# MuséoSeine
MuséoSeine, le musée de la Seine normande, est un musée français situé à Rives-en-Seine/Caudebec-en-Caux, dans le département de la Seine-Maritime et la région Normandie.
Le musée est consacré à la navigation sur la Seine. Il a le label musée de France.

## Présentation
MuséoSeine évoque l'histoire de la Seine, la vie des hommes sur ses rives et l'évolution des paysages. Y sont présentés en particulier l'histoire des bacs de Seine, le mascaret, les bateaux de la Basse-Seine, les pilotes de Seine, les ponts (pont transbordeur de Rouen, pont de Tancarville, pont de Brotonne, pont de Normandie), les grandes industries, le port autonome de Rouen, le port du Havre et les animaux de la Seine.
Plusieurs bateaux sont présentés, dont la dernière gribane de Seine, un bateau centenaire.